# Charles Burney
Charles Burney (ur. 7 kwietnia 1726, zm. 12 kwietnia 1814 w Londynie) – brytyjski muzyk i teoretyk muzyki, ojciec Frances Burney.

## Życiorys
Burney był jednym z największych autorytetów muzykologii swych czasów. Zwiedził całą Europę opisując jej życie muzyczne. Między innymi odwiedził Prusy i opisał życie muzyczne na dworze Fryderyka II Wielkiego.

## Twórczość
- 6 sonat na klawesyn
- 2 sonaty na harfę i fortepian
- 2 zestawy sonat na skrzypce i basso continuo
- 6 lekcji na klawesyn
- 6 duetti na flet poprzeczny
- 3 koncerty klawesynowe
- 6 tematów koncertowych z introdukcją na organy
- 6 koncertów skrzypcowych ośmioczęściowych
- 2 sonaty na fortepian, wiolonczelę i skrzypce
- kantata A-dur
- Hymny
- XII. Canzonetti a due voci in Canone, poesia deli' Abate Metastasio.